# 2030年之水
《2030年之水》（越南语：／）是一部2014年上映的越南電影，由阮武原明（或譯「阮武嚴明」）執導，並由瓊花和貴平主演，講述2030年一個因海平面上升導致50%以上的農田被淹沒的越南農村居民生活的故事。該片是第64屆柏林影展電影大觀的開幕夜電影，亦曾獲得美国圣佩德罗国际电影节最佳電影獎。

## 劇情
2030年，由於全球暖化導致水位水升，越南南部大部份地方被淹沒。一個名為施的男士被發現死在水浸之中。施和他的妻子筲本來住在木製的高蹺屋，水位上升之後遷到小船居住。施死的時候，筲當時正在其前男友氺的科研農場工作。
時間返回十年前，筲與施結婚前，筲曾與當時訪問三角洲以研究植物的科學家氺交往。為了事業，氺後來與筲分手。其後氺返回三角洲創立科研農場。當警察發現施的死是一場意外，悲慟欲絕的筲決定道出事情背後的真相。

## 演員
- 瓊花飾演筲
- 貴平飾演江
- 石金龍飾演施
- 黃陳明德飾演氺
- 黃飛飾演成

## 製作
據導演阮武原明所述，《2030年之水》花了十周時間拍攝。該電影曾在芹蒢縣和胡志明市取景。

## 評價及反響
據《綜藝》的一篇文章表示，《2030年之水》讓人想起一個閃閃發光的海洋世界，但電影的概念隨波逐流，其繪圖過於牽強，且充滿反烏托邦的陳詞濫調。電影只簡單敘述溺水的過程，反而對三角戀的敘述過多。而《荷里活報道》的文章形容《2030年之水》是一艘適合航行，但欠缺掌舵的船隻。該文章形容電影未能實現其最初的附庸風雅的承諾，該片情節亦令人沮喪而且缺乏梳理，而且愛情和驚悚元素亦缺乏驚喜。

## 外部連結
- 《2030年之水》官方網站（页面存档备份，存于）